# Ligasystemet i walisisk fodbold
Ligasystemet i walisisk fodbold er et pyramidisk system af fodboldligaer og -divisioner i Wales med jævnlig indbyrdes op- og nedrykning. Øverst i pyramiden finder man Welsh Premier League, der består af én division med 12 hold. Dette er den eneste nationale liga i Wales, idet alle underliggende ligaer er regionale.
Under Welsh Premier League findes to regionale ligaer, Cymru Alliance, der dækker det nordlige og centrale Wales, og Welsh Football League, der dækker det sydlige Wales. Vinderne af disse to ligaer kan blive rykket op i Welsh Premier League, forudsat at de opfylder ligaens krav til stadionforhold. Hvis vinderen af en af ligaerne ikke opfylder førnævnte krav, kan nr. 2 i den pågældende liga komme i betragtning til oprykning.

## Niveau 2 og lavere

### Nord/central
Cymru Alliance består af én division med 16 hold, mens niveauerne under ligaen yderlige er opdelt i tre regionale ligaer, Welsh National League i Wrexham-området, Welsh Alliance League i resten af det nordlige Wales og Mid Wales League i Brecknockshire, Radnorshire, Montgomeryshire og Ceredigion. Igen er det sådan at vinderne af disse ligaer kan rykkes op i Cymru Alliance, givet at krav til stadionforhold er opfyldt.
Under de tre ligaer på niveau 3 er ligaerne tiltagende lokale. I det centrale Wales er der fire ligaer, der leverer hold til Mid Wales League, mens der under Welsh Alliance findes Gwynedd League og Clwyd League med yderligere lokaliserede ligaer på endnu lavere niveauer, bl.a. Anglesey League. Welsh National League har tre lavere divisioner men ingen særskilte ligaer, der leverer hold nedefra.

### Syd
Welsh Football League har tre divisioner, der dækker hele det sydlige Wales på niveau 2, 3 og 4, og først på niveau 5 er systemet opdelt i lokale ligaer.
| Niveau | Ligaer og divisioner                              | Ligaer og divisioner                          | Ligaer og divisioner                                    | Ligaer og divisioner                          | Ligaer og divisioner                              | Ligaer og divisioner                              | Ligaer og divisioner                              | Ligaer og divisioner                              | Ligaer og divisioner                            | Ligaer og divisioner                            | Ligaer og divisioner                            | Ligaer og divisioner                            | Ligaer og divisioner                               | Ligaer og divisioner                               | Ligaer og divisioner                               | Ligaer og divisioner                               | Ligaer og divisioner                               | Ligaer og divisioner                              | Ligaer og divisioner                              | Ligaer og divisioner                                       | Ligaer og divisioner                              | Ligaer og divisioner                            | Ligaer og divisioner                            | Ligaer og divisioner                            | Ligaer og divisioner                            | Ligaer og divisioner                            | Ligaer og divisioner                            |
| ------ | ------------------------------------------------- | --------------------------------------------- | ------------------------------------------------------- | --------------------------------------------- | ------------------------------------------------- | ------------------------------------------------- | ------------------------------------------------- | ------------------------------------------------- | ----------------------------------------------- | ----------------------------------------------- | ----------------------------------------------- | ----------------------------------------------- | -------------------------------------------------- | -------------------------------------------------- | -------------------------------------------------- | -------------------------------------------------- | -------------------------------------------------- | ------------------------------------------------- | ------------------------------------------------- | ---------------------------------------------------------- | ------------------------------------------------- | ----------------------------------------------- | ----------------------------------------------- | ----------------------------------------------- | ----------------------------------------------- | ----------------------------------------------- | ----------------------------------------------- |
| 1      | Welsh Premier League 12 klubber                   | Welsh Premier League 12 klubber               | Welsh Premier League 12 klubber                         | Welsh Premier League 12 klubber               | Welsh Premier League 12 klubber                   | Welsh Premier League 12 klubber                   | Welsh Premier League 12 klubber                   | Welsh Premier League 12 klubber                   | Welsh Premier League 12 klubber                 | Welsh Premier League 12 klubber                 | Welsh Premier League 12 klubber                 | Welsh Premier League 12 klubber                 | Welsh Premier League 12 klubber                    | Welsh Premier League 12 klubber                    | Welsh Premier League 12 klubber                    | Welsh Premier League 12 klubber                    | Welsh Premier League 12 klubber                    | Welsh Premier League 12 klubber                   | Welsh Premier League 12 klubber                   | Welsh Premier League 12 klubber                            | Welsh Premier League 12 klubber                   | Welsh Premier League 12 klubber                 | Welsh Premier League 12 klubber                 | Welsh Premier League 12 klubber                 | Welsh Premier League 12 klubber                 | Welsh Premier League 12 klubber                 | Welsh Premier League 12 klubber                 |
| 2      | Cymru Alliance 16 klubber                         | Cymru Alliance 16 klubber                     | Cymru Alliance 16 klubber                               | Cymru Alliance 16 klubber                     | Cymru Alliance 16 klubber                         | Cymru Alliance 16 klubber                         | Cymru Alliance 16 klubber                         | Cymru Alliance 16 klubber                         | Welsh Football League Division One 16 klubber   | Welsh Football League Division One 16 klubber   | Welsh Football League Division One 16 klubber   | Welsh Football League Division One 16 klubber   | Welsh Football League Division One 16 klubber      | Welsh Football League Division One 16 klubber      | Welsh Football League Division One 16 klubber      | Welsh Football League Division One 16 klubber      | Welsh Football League Division One 16 klubber      | Welsh Football League Division One 16 klubber     | Welsh Football League Division One 16 klubber     | Welsh Football League Division One 16 klubber              | Welsh Football League Division One 16 klubber     | Welsh Football League Division One 16 klubber   | Welsh Football League Division One 16 klubber   | Welsh Football League Division One 16 klubber   | Welsh Football League Division One 16 klubber   | Welsh Football League Division One 16 klubber   | Welsh Football League Division One 16 klubber   |
| 3      | Welsh National League Premier Division 16 klubber | Welsh Alliance League Division One 16 klubber | Welsh Alliance League Division One 16 klubber           | Welsh Alliance League Division One 16 klubber | Mid Wales Football League Division One 15 klubber | Mid Wales Football League Division One 15 klubber | Mid Wales Football League Division One 15 klubber | Mid Wales Football League Division One 15 klubber | Welsh Football League Division Two 16 klubber   | Welsh Football League Division Two 16 klubber   | Welsh Football League Division Two 16 klubber   | Welsh Football League Division Two 16 klubber   | Welsh Football League Division Two 16 klubber      | Welsh Football League Division Two 16 klubber      | Welsh Football League Division Two 16 klubber      | Welsh Football League Division Two 16 klubber      | Welsh Football League Division Two 16 klubber      | Welsh Football League Division Two 16 klubber     | Welsh Football League Division Two 16 klubber     | Welsh Football League Division Two 16 klubber              | Welsh Football League Division Two 16 klubber     | Welsh Football League Division Two 16 klubber   | Welsh Football League Division Two 16 klubber   | Welsh Football League Division Two 16 klubber   | Welsh Football League Division Two 16 klubber   | Welsh Football League Division Two 16 klubber   | Welsh Football League Division Two 16 klubber   |
| 4      | Welsh National League Division One 13 klubber     | Welsh Alliance League Division Two 11 klubber | Welsh Alliance League Division Two 11 klubber           | Welsh Alliance League Division Two 11 klubber | Mid Wales Football League Division Two 16 klubber | Mid Wales Football League Division Two 16 klubber | Mid Wales Football League Division Two 16 klubber | Mid Wales Football League Division Two 16 klubber | Welsh Football League Division Three 18 klubber | Welsh Football League Division Three 18 klubber | Welsh Football League Division Three 18 klubber | Welsh Football League Division Three 18 klubber | Welsh Football League Division Three 18 klubber    | Welsh Football League Division Three 18 klubber    | Welsh Football League Division Three 18 klubber    | Welsh Football League Division Three 18 klubber    | Welsh Football League Division Three 18 klubber    | Welsh Football League Division Three 18 klubber   | Welsh Football League Division Three 18 klubber   | Welsh Football League Division Three 18 klubber            | Welsh Football League Division Three 18 klubber   | Welsh Football League Division Three 18 klubber | Welsh Football League Division Three 18 klubber | Welsh Football League Division Three 18 klubber | Welsh Football League Division Three 18 klubber | Welsh Football League Division Three 18 klubber | Welsh Football League Division Three 18 klubber |
| 5      |                                                   | Gwynedd League 10 klubber                     | Gwynedd League 10 klubber                               | Clwyd League Premier Division 12 klubber      | Aberystwyth League Division One 11 klubber        | Montgomeryshire League Division One 10 klubber    | Ceredigion League Division One 12 klubber         | Mid Wales South League 16 klubber                 | Gwent County League Division One 15 klubber     | Gwent County League Division One 15 klubber     | Gwent County League Division One 15 klubber     | Gwent County League Division One 15 klubber     | South Wales Amateur League Division One 16 klubber | South Wales Amateur League Division One 16 klubber | South Wales Amateur League Division One 16 klubber | South Wales Amateur League Division One 16 klubber | South Wales Amateur League Division One 16 klubber | South Wales Senior League Division One 16 klubber | South Wales Senior League Division One 16 klubber | South Wales Senior League Division One 16 klubber          | South Wales Senior League Division One 16 klubber | Carmarthenshire League Premier Division         | Neath & District League Premier Division        | Pembrokeshire League Division One               | Swansea Senior League Division One 13 klubber   |                                                 |                                                 |
| 6      |                                                   | Anglesey League 12 klubber                    | Caernarfon & District League First Division 11 klubber  | Clwyd League Division One 13 klubber          | Aberystwyth League Division Two 9 klubber         | Montgomeryshire League Division Two 10 klubber    | Ceredigion League Division Two 12 klubber         |                                                   | Gwent County League Division Two 14 klubber     | Gwent County League Division Two 14 klubber     | Gwent County League Division Two 14 klubber     | Gwent County League Division Two 14 klubber     | South Wales Amateur League Division Two 16 klubber | South Wales Amateur League Division Two 16 klubber | South Wales Amateur League Division Two 16 klubber | South Wales Amateur League Division Two 16 klubber | South Wales Amateur League Division Two 16 klubber | South Wales Senior League Division Two 16 klubber | South Wales Senior League Division Two 16 klubber | South Wales Senior League Division Two 16 klubber          | South Wales Senior League Division Two 16 klubber | Carmarthenshire League Division One             | Neath & District League Division One            | Pembrokeshire League Division Two               | Swansea Senior League Division Two              |                                                 |                                                 |
| 7      |                                                   |                                               | Caernarfon & District League Second Division 11 klubber |                                               |                                                   |                                                   |                                                   |                                                   | Gwent County League Division Three 14 klubber   | Gwent County League Division Three 14 klubber   | Gwent County League Division Three 14 klubber   | Gwent County League Division Three 14 klubber   | Aberdare Valley League Premier Division            | Bridgend & District League Premier Division        | Cardiff & District League Premier Division         | Cardiff Combination League Premier Division        | Merthyr & District League Premier Division         | Port Talbot Football League Premier Division      | Rhondda & District League Premier Division        | Taff Ely & Rhymney Valley Alliance League Premier Division | Vale of Glamorgan League Premier Division         | Carmarthenshire League Division Two             | Neath & District League Division Two            | Pembrokeshire League Division Three             | Swansea Senior League Division Three            |                                                 |                                                 |
| 8      |                                                   |                                               |                                                         |                                               |                                                   |                                                   |                                                   |                                                   | East Gwent League Division One                  | Gwent Central League Premier Division           | Newport and District League Premier Division    | North Gwent League Premier Division             | Aberdare Valley League Division One                | Bridgend & District League Division One            | Cardiff & District League Division One             | Cardiff Combination League Division One            | Merthyr & District League Division One             | Port Talbot Football League Division One          |                                                   | Taff Ely & Rhymney Valley Alliance League Division One     | Vale of Glamorgan League Division One             | Carmarthenshire League Division Three           |                                                 |                                                 | Swansea Senior League Division Four             |                                                 |                                                 |
| 9      |                                                   |                                               |                                                         |                                               |                                                   |                                                   |                                                   |                                                   | East Gwent League Division Two                  | Gwent Central League Division One               | Newport and District League Division One        | North Gwent League Division One                 |                                                    |                                                    |                                                    | Cardiff Combination League Division Two            |                                                    |                                                   |                                                   |                                                            | Vale of Glamorgan League Division Two             |                                                 |                                                 |                                                 |                                                 |                                                 |                                                 |
| 10     |                                                   |                                               |                                                         |                                               |                                                   |                                                   |                                                   |                                                   | East Gwent League Division Three                | Gwent Central League Division Two               | Newport and District League Division Two        |                                                 |                                                    |                                                    |                                                    |                                                    |                                                    |                                                   |                                                   |                                                            |                                                   |                                                 |                                                 |                                                 |                                                 |                                                 |                                                 |
| 11     |                                                   |                                               |                                                         |                                               |                                                   |                                                   |                                                   |                                                   |                                                 |                                                 | Newport and District League Division Three      |                                                 |                                                    |                                                    |                                                    |                                                    |                                                    |                                                   |                                                   |                                                            |                                                   |                                                 |                                                 |                                                 |                                                 |                                                 |                                                 |